# Johann Caspar Lange
Johann Caspar Lange fou un músic alemany de la segona meitat del segle xvii (període Barroc). És autor d'un opuscle, escrit en forma dialogada, que porta per títol: Methodus nova et perspicua in artem musicam (Hildesheim, 1688).